# کیتی میلر
کیتی میلر (انگلیسی: Katie Miller؛ زادهٔ ۱۹۹۱/۱۹۹۲ (۳۳–۳۴ سال)) سیاست‌مدار اهل ایالات متحده آمریکا است.

## زندگی شخصی
میلر در ۱۶ فوریه ۲۰۲۰ با استیون میلر، مشاور ارشد ترامپ ازدواج کرد.
در ۸ مه سال ۲۰۲۰ ،دونالد ترامپ اعلام کرد که آزمایش میلر برای کویید ۱۹ مثبت است. ترامپ گفت که خودش با میلر در تماس نبوده‌است، اما میلر با مایک پنس در تماس بوده‌است.بعداً، میلر اعلام کرد که از بیماری کویید ۱۹ بهبود یافته و باردار است.